# Leland (Norvegia)
Leland è un villaggio della Norvegia, situato nella municipalità di Leirfjord, nella contea di Nordland.